# Omar Cook
Omar-Sharif Cook (nacido el 28 de enero de 1982 en Brooklyn, Nueva York), es un exjugador de baloncesto con doble nacionalidad estadounidense y montenegrina. Con 1.86 metros de estatura, jugaba en el puesto de base.

## Biografía

### Inicios
Tras formarse como jugador en el instituto Christ The King Regional HS de su ciudad natal, Cook jugó durante su etapa universitaria, que a la postre solo duraría una temporada, la 2001-02, con los St. John's Red Storm de la División I de la NCAA donde hizo una muy notable campaña finalizando como segundo máximo asistente de la Big East y pulverizando el récord que poseía Mark Jackson de mayor número de asistencias en un partido con el equipo de St John, consiguiendo 17 en el encuentro que les enfrentó al Stony Brook.

### Salto a la profesionalidad en Estados Unidos
Tras un año en la universidad, Cook considera que ya está preparado para jugar en las ligas profesionales de Estados Unidos por lo que con tan solo 19 años se declara elegible para el siguiente Draft y es seleccionado en la tercera posición de la segunda ronda (32 global) del Draft 2001 por los Orlando Magic que lo traspasaron inmediatamente a los Denver Nuggets que a su vez encuentran que el jugador no está maduro para jugar en la NBA por lo que acaba fichando por los Fayetteville Patriots de la D-League, liga de desarrollo, donde permanece hasta que en la temporada 2003/04 finalmente es reclamado por los Portland Trail Blazers equipo con el que debuta en la NBA y con el que disputa un total de 15 partidos de aquella campaña.
Tras iniciar la temporada 2004/05 nuevamente con los Fayetteville Patriots, vuelve a tener una oportunidad con un equipo NBA, aunque sin demasiada fortuna pues tan solo juega 5 partidos para los Toronto Raptors.

### Europa
Todo esto le lleva a tomar la decisión la siguiente campaña de dar el salto a Europa para fichar por el Belfius Mons-Hainaut de la BLB belga, equipo con el que se proclama campeón de Copa.
La temporada 2006/2007 la inicia jugando con el BK Samara de la Superliga de baloncesto de Rusia, aunque mediada la temporada se marcha al Estrasburgo IGB de la LNB francesa.
La temporada 2007/2008 ficha por el KK Crvena zvezda de Belgrado de la Naša Sinalko Liga de Serbia, equipo en el que se convierte en uno de los jugadores más importantes lo que le vale para un año después fichar por el Unicaja Málaga de la liga ACB, club en el que milita dos campañas. Tras su exitoso paso por la competición española el Power Electronics Valencia confirma su contratación para unirse al equipo en su aventura en la Euroliga. El base montenegrino ha firmado un contrato con los taronja por 2 temporadas. Sin embargo, tras completar una gran temporada con el equipo valenciano, su nombre suena para completar la plantilla de grandes clubes de Europa, como el FC Barcelona. De este modo ejecuta una cláusula de su contrato por la que pagando una pequeña cantidad queda exento de su segundo año en el club taronja.
En verano de 2008 llega al Unicaja Málaga procedente del KK Crvena zvezda, de la Liga Serbia. Su máxima puntuación en la ACB fue de 35 puntos frente al CB Granada el 3 de enero de 2010. También ese día consiguió su máxima valoración que fue de 46.
En 2010, firma un contrato de dos años con el Power Electronics Valencia. Tras un año en el equipo valenciano se compromete por dos años con el equipo italiano del Armani Jeans Milano, donde juega hasta diciembre de 2012 (tras la eliminación en la Euroliga), fichando hasta final de temporada con el Caja Laboral.
En agosto de 2013, Cook firma con el equipo lituano del Lietuvos Rytas para la temporada 2013-14.
En septiembre de 2014 firma un contrato de dos meses con el club montenegrino del KK Budućnost Podgorica, que fue prorrogado hasta final de temporada. En agosto de 2015 renueva su contrato por una temporada más.
En agosto de 2016 firma por el Club Baloncesto Estudiantes de Madrid.
En julio de 2019 firma por el CB Gran Canaria con el que promedió 7,8 puntos y 6,9 asistencias por partido.
El 24 de julio de 2020 se hace oficial su fichaje por San Pablo Burgos por una temporada.
En julio de 2021 ficha por el Casademont Zaragoza por una temporada.
Al finalizar el último partido de la temporada 2021-22 que enfrentaba al CB Zaragoza contra el CB Murcia, partido que supuso la victoria y permanencia del equipo zaragozano, anuncia su retirada de la práctica activa del baloncesto después de 21 años de profesional.

## Méritos individuales
- MVP del mes de febrero de la temporada 2009/10 de la liga ACB.